# Hypena subnotalis
Hypena subnotalis är en fjärilsart som beskrevs av Walker 1866. Hypena subnotalis ingår i släktet Hypena och familjen nattflyn. Inga underarter finns listade i Catalogue of Life.